# Bahabón (kommunhuvudort)
Bahabón är en kommunhuvudort i Spanien.   Den ligger i provinsen Provincia de Valladolid och regionen Kastilien och Leon, i den centrala delen av landet, 130 km norr om huvudstaden Madrid. Bahabón ligger 878 meter över havet och antalet invånare är 202.
Terrängen runt Bahabón är platt. Runt Bahabón är det ganska glesbefolkat, med 38 invånare per kvadratkilometer. Närmaste större samhälle är Cuéllar, 9,3 km söder om Bahabón. Trakten runt Bahabón består till största delen av jordbruksmark.